# 7339-es mellékút (Magyarország)
A 7339-es számú mellékút egy bő 12 kilométer hosszú, négy számjegyű mellékút Veszprém vármegyében. Két, egymáshoz közel fekvő járási székhely, Ajka és Devecser összekapcsolását szolgálja, az egyetlen közbülső település feltárásával; komolyabb hírveréshez 2010 őszén jutott, amikor az ajkai vörösiszap-katasztrófa középpontjába került és hosszabb időre járhatatlanná vált.

## Nyomvonala
A 7308-as útból kiágazva indul, annak 4+200 kilométerszelvényénél, Ajka területén, Petőfi Sándor utca néven, kezdeti szakaszán nyugat-délnyugat felé. Néhány száz méter után a kísérőjévé szegődik a Torna-patak, 700. méterszelvényénél egy körforgalomba ér, ott a patak egészen közel húzódik hozzá. Bányásztelep városrészbe érve a patak kicsit eltávolodik dél felé az úttól, amely itt a Szent István utca nevet veszi fel. 2,8 kilométer után, Tósok városrészben egy időre délnek fordul, így keresztezi a MÁV 20-as számú Székesfehérvár–Szombathely-vasútvonalának 1989-ben megszüntetett nyomvonalát, az egykori Tósokberénd megállóhely mellett, kevéssel ezután pedig az új vasúti nyomvonal mellé ér.
Kevéssel ezután már ismét nyugatibb irányt követ; 4,4 kilométer után kiágazik belőle dél felé a 73 129-es út, ami a 7309-es út padragkúti szakaszával biztosít összeköttetést. Itt az már közvetlenül a MAL Zrt. vörösiszap-tárolói mellett, azok déli szélén húzódik, közben 5,2 kilométer után átlép Kolontár területére.
6,9 kilométer megtétele után keresztezi a vasutat és a Torna-patakot is, majd a 7+750-es kilométerszelvényénél beér Kolontár lakott területére, ahol a Petőfi Sándor utca nevet veszi fel, és egy időre északnyugati irányba fordul. A 9. kilométerét túlhaladva elhagyja Kolontár lakott területét és ott rögtön át is lép devecseri területre. A város házait 11,5 kilométer után éri el, és ott a Széchenyi István utca nevet veszi fel. Utolsó szakaszán a Szabadság tér nevet viseli: így is ér véget, beletorkollva a 7324-es útba, annak 950. méterszelvényénél.
Teljes hossza, az országos közutak térképes nyilvántartását szolgáló kira.gov.hu adatbázisa szerint 12,398 kilométer.